# Mimozemský život

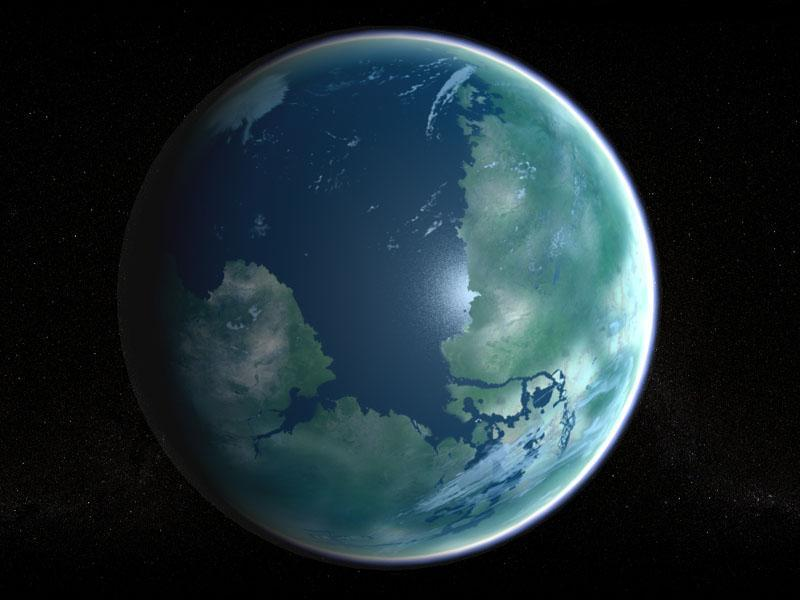
Ilustrační představa živého Marsu

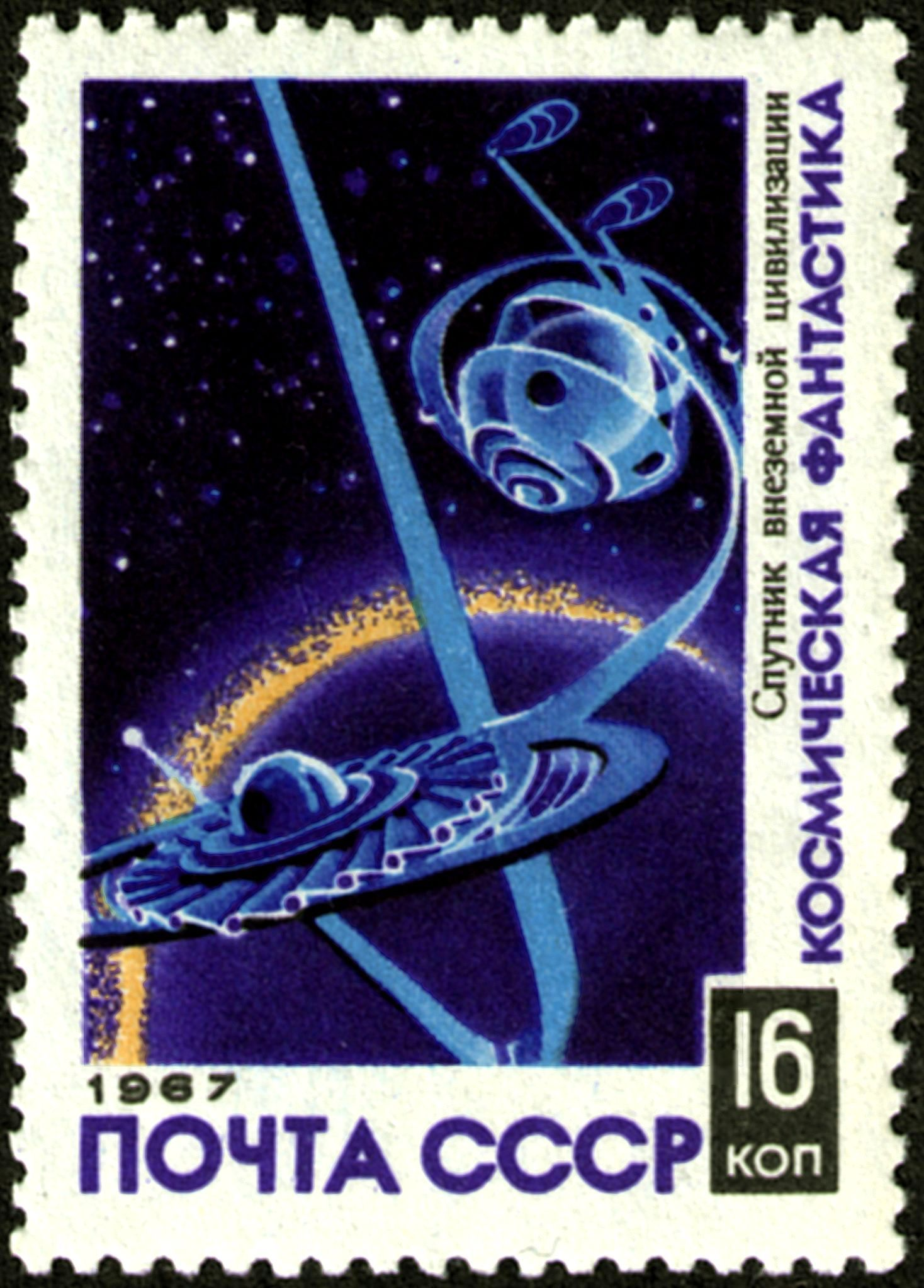
Sovětská známka představující kontakt s mimozemskou rasou

Mimozemský život je označení pro souhrn živých organismů, které vznikly a existují mimo planetu Zemi (tyto organismy jsou též nazývány mimozemské biologické entity). V současnosti se jedná o hypotetický termín, jelikož ve vesmíru nám není život znám nikde jinde než právě na Zemi.

## Potenciální mimozemský život ve Sluneční soustavě
Předpokládá se, že by ve Sluneční soustavě mohl existovat na několika planetách nebo jejich družicích. Za kandidáty vesmírných těles Sluneční soustavy, která by mohla být nositeli mimozemského života, se považují:
- Mars,[1]
- Venuše,[2]
- Jupiterův měsíc Europa[3]
- Saturnův měsíc Titan[4] a Enceladus.
- Ceres[5][6]

## Potenciální mimozemský život mimo Sluneční soustavu
To, že by mimozemský život mohl (ba dokonce měl) existovat i v jiných hvězdných systémech a jiných galaxiích, lze odvodit z tzv. Drakeovy rovnice, která stanovuje pravděpodobnost pro inteligentní mimozemský život. U exoplanet je jejich zkoumání a pozorování teprve v začátcích a v podstatě jen na základě nepřímých projevů. Současnými technologiemi totiž není možno přímo pozorovat exoplanety, tím spíše pak potenciální projevy mimozemského života na nich. Lze pouze odhadnout, zdali ta která dosud objevená exoplaneta má potenciální podmínky pro uchycení života, tedy zejména přítomnost vody v tekutém stavu (z dlouhodobého hlediska). V některých případech je však podle astronomů dokonce možné, že na některých planetách mohou být i podstatně lepší podmínky pro život, než na zemi. Takové planety se označují jako superhabitabilní.

## Současné pohledy na mimozemský život
Lidské poznání vesmíru ale sahá pouze do jeho nejbližšího okolí a tak definitivně vyvrátit, nebo podpořit myšlenku mimozemského života prozatím není v technických možnostech lidstva.
Myšlenka existence mimozemského života rozděluje společnost na dva tábory, kde proti sobě zpravidla stojí představitelé vědecké obce jako jeho zastánci (ale ani vědecká obec není názorově jednotná) a na straně druhé náboženští představitelé, kteří věří v jedinečnost pozemského života. Odborníci nyní již většinou nezavrhují možnost existence mimozemského života, ale spíše jsou přesvědčeni o tom, že ho lidstvo zatím nenašlo a že toto je otázkou času.
Většina vědců předpokládá, že mimozemský život na jiné planetě by byl potenciálně rozdílný od toho pozemského, jelikož by se vyvíjel vlastní cestou evoluce a za rozdílných podmínek, které by na organismy působily. Předpokládá se ale na základě hypotézy panspermie, že život i jinde ve vesmíru by měl vycházet z podobných stavebních bloků a z podobných principů, a tak by měl být částečně podobný tomu, co známe zde na Zemi.

## Vědecký přístup ke zkoumání mimozemského života
Vědní disciplíny, které se zabývají zkoumáním mimozemského života, se nazývají astrobiologie či xenobiologie. Vzhledem k tomu, že se do současnosti nepodařilo objevit žádnou mimozemskou formu života, ať už ve formě bakterie, či vyššího živočicha, tak se jedná pouze o teoretické vědní disciplíny, které jsou založeny na studiích pozemských organismů, pozorování vesmíru, předpokladech a spekulacích. V roce 2014 Seth Shostak a Dan Werthimer předložili výboru kongresu USA pro vědu, vesmír a technologie prohlášení, že mimozemský život je možné objevit do 20 let, pokud k tomu bude dostatek finančních prostředků.

## Hledání života

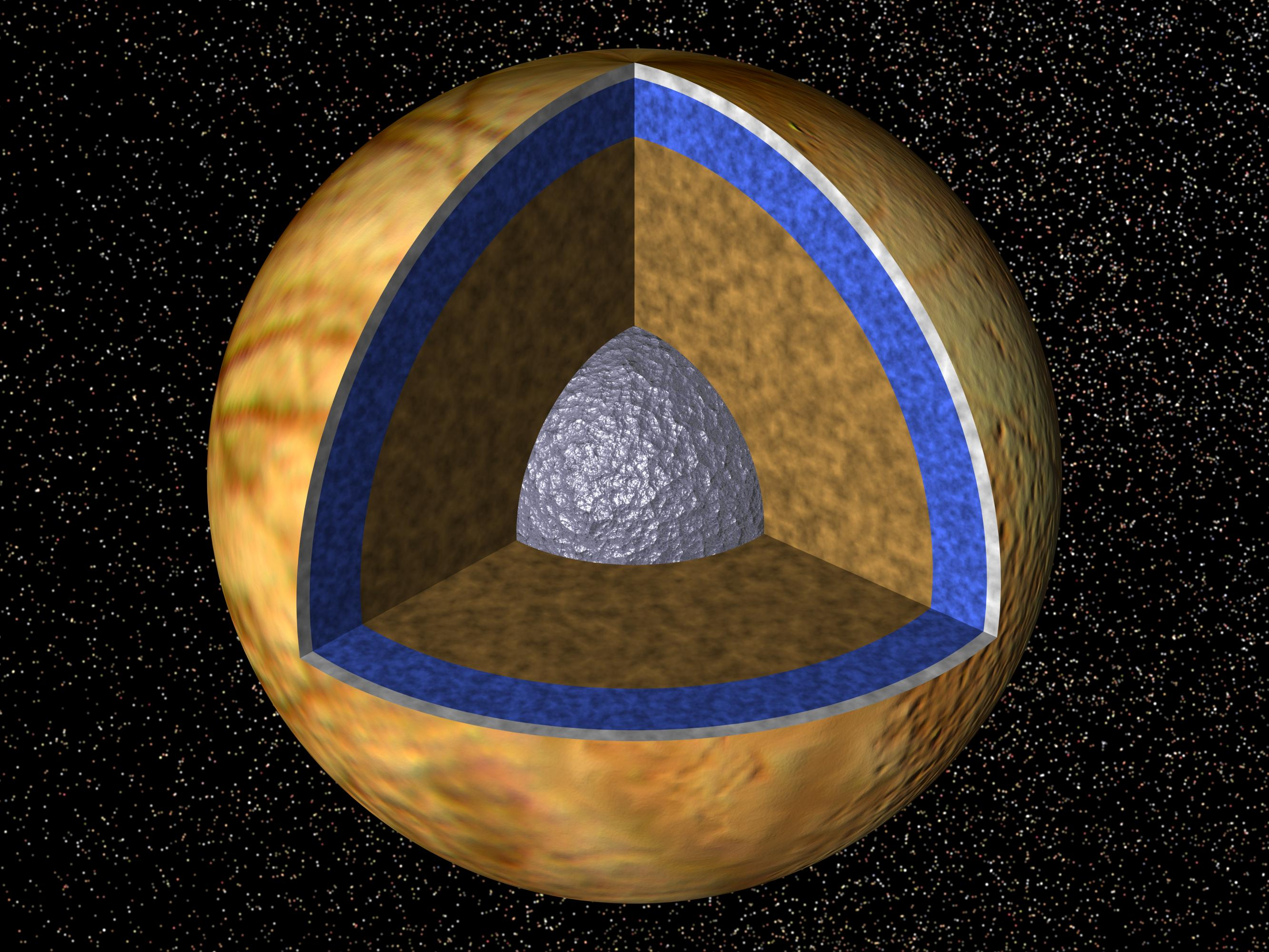
Europa - těleso, u kterého je největší pravděpodobnost mimozemského života ve Sluneční soustavě

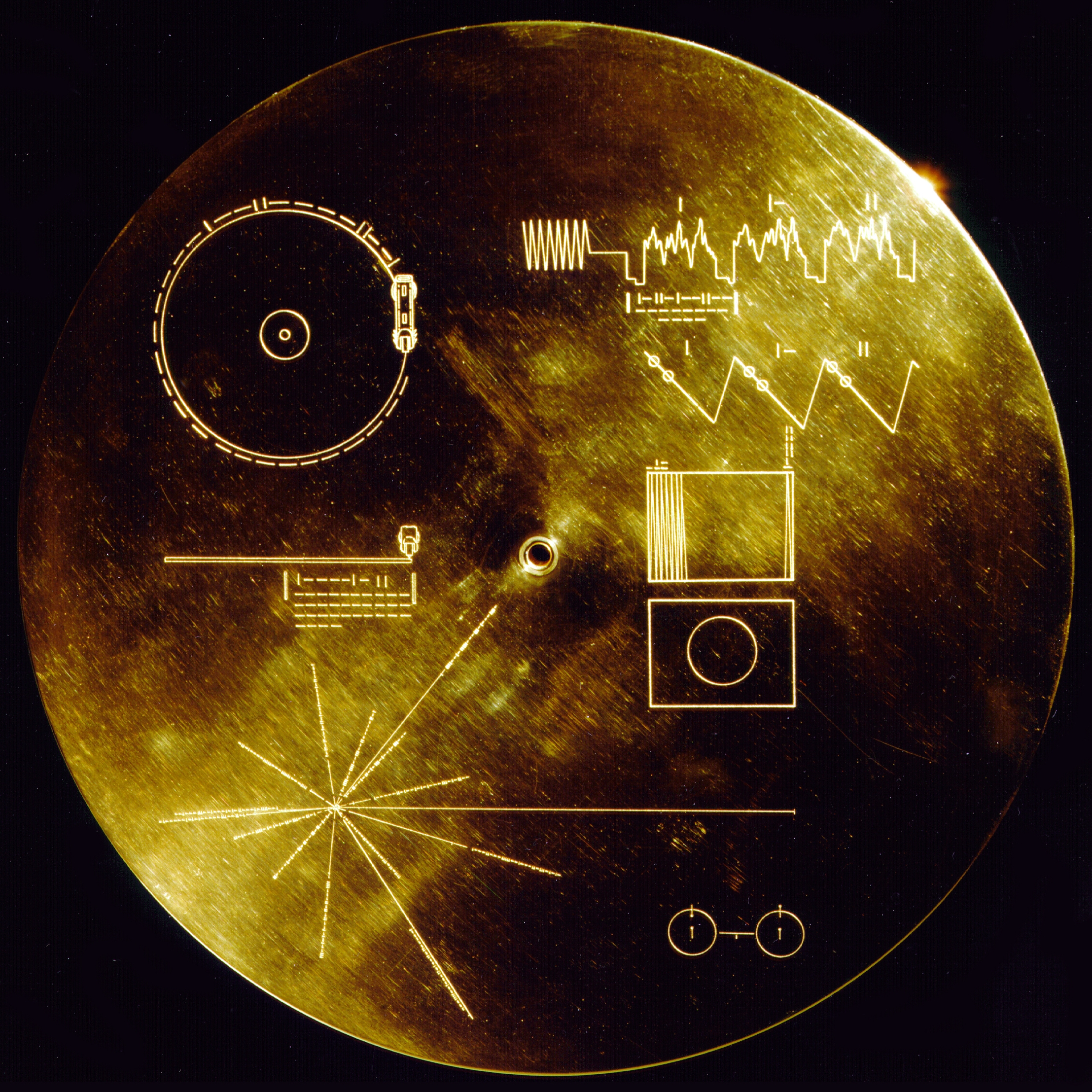
Disk nesený na sondách Voyager, které byly vyslány k cizím světům

Vědci hledají mimozemský život již po desetiletí, co jim to moderní technika umožňuje. Dnes se jejich hledání dělí na dvě hlavní větve.

### Základní organické sloučeniny
Pozornost vědců se obrací i k hledání látek, o kterých se předpokládá, že jsou nutné pro vznik života. Ať už se jedná o kyslík, vodík, sloučeniny vody, tak i organické sloučeniny. V roce 2008 se podařilo učinit objev první organické molekuly mimo sluneční soustavu, který naznačuje, že i v jiných částech vesmíru je tedy organický materiál přítomen. Touto sloučeninou byla molekula metanu.

### Přímé hledání
Přímé hledání vychází z aktivní účasti na hledání životních forem a obsahuje vysílání sond na jiné světy a jejich průzkum. Pozorování okolních hvězd a hledání potenciálních planet, na kterých by život mohl existovat. Snahu o porozumění procesů, které vedly zde na Zemi ke vzniku života, jež by se pak daly využít na jiných planetách při jeho hledání.
Hlavní pozornost se v současnosti věnuje Sluneční soustavě, jelikož je přímo v dosahu technické úrovně lidstva. K jejímu zkoumání se využívají jak meteority, tak kosmické sondy a v případě Měsíce i lidské posádky.
Podle některých získaných údajů je možné, že jednoduché formy života existovaly na Marsu. Během experimentu na palubě sondy Viking byla zaznamenána emise plynu po zahřátí vzorku horniny, které by mohly odpovídat mikrobiálnímu životu. V roce 1984 byl objeven meteorit ALH84001, který podle propočtů pochází z Marsu, ve kterém se podle analýzy mohou nacházet fosilní pozůstatky mikroorganismů.

### Nepřímé hledání
Je myšlenka založena na předpokladu, že technicky vyspělá civilizace vysílá podobně jako lidstvo do svého okolí rádiové signály, které se šíří od svého zdroje radiálně do všech stran. Lidstvo se tak pomocí „poslouchání oblohy“ snaží zachytit pravidelně se opakující signál, který by byl známkou mimozemské inteligence. Nejznámějším projektem je projekt SETI, který využívá největší radioteleskop na planetě. Oponenti této myšlenky ale namítají, že se mimozemšťané mohou dorozumívat například laserovým paprskem, který by bylo skoro nemožné zachytit.

## V populární kultuře
Hledání a výzkum mimozemského života a setkávání se s jeho inteligentními formami (s mimozemšťany), se stalo předmětem celého odvětví literatury, a to sci-fi (z anglického science fiction), které zažilo rozmach v průběhu 50. let, a další během „vesmírného soupeření“ Spojených států amerických a Sovětského svazu, v průběhu Studené války.
Tento směr nezůstal pouze u literatury, do dnešních dnů se zrodilo např. několik úspěšných seriálů (např. Star Trek, Hvězdná brána, Futurama aj.) a mnoho filmů.